# Гордеевка (Акмолинская область)
Горде́евка (каз. Гордеевка) — село в Буландынском районе Акмолинской области Казахстана. Входит в состав Ергольского сельского округа. Код КАТО — 114037200.

## География
Село расположено в северной части района, на расстоянии примерно 42 километров (по прямой) к западу от административного центра района — города Макинск, в 15 километрах к северо-западу от административного центра сельского округа — аула Токтамыс.
Абсолютная высота — 390 метров над уровнем моря.
Климат холодно-умеренный, с хорошей влажностью. Среднегодовая температура воздуха отрицательная и составляет около -2,8°С. Среднемесячная температура воздуха в июле достигает +18,8°С. Среднемесячная температура января составляет около -15,3°С. Среднегодовое количество осадков составляет около 440 мм. Основная часть осадков выпадает в период с мая по август.
Ближайшие населённые пункты: село Новокиевка — на востоке, село Николаевка — на западе. 

## История
Основано переселенцами из деревни Творишина Гордеевского района Брянской области (ранее деревня Творишина Суражского района Черниговской области) оттуда и пошло название Гордеевка, переселение было ориентировочно в конце 1890—1910 годов.

## Население
В 1989 году население села составляло 367 человек (из них русские — основное население).
В 1999 году население села составляло 372 человека (191 мужчина и 181 женщина). По данным переписи 2009 года, в селе проживало 367 человек (184 мужчины и 183 женщины).
| Численность населения | Численность населения | Численность населения |
| 1989                  | 1999                  | 2009                  |
| --------------------- | --------------------- | --------------------- |
| 367                   | ↗372                  | ↘367                  |

## Улицы[6]
- ул. Аккайын
- ул. Аль-Фараби
- ул. им. Сабита Муканова
- ул. Новая
- ул. Целинников
- ул. Центральная